# Stepantsminda
Stepantsminda (Georgisch: სტეფანწმინდა; voormalige naam Kazbegi, ყაზბეგი) is een plaats in het noorden van Georgië met 1.526 inwoners (2024), gelegen in de regio Mtscheta-Mtianeti. Het is het bestuurlijk centrum van de gemeente Kazbegi. Stepantsminda is een toeristische uitvalsbasis met zicht op de iconische Drievuldigheidskerk van Gergeti en de 5047 meter hoge Kazbek.
Stepantsminda is gesitueerd op 1750 meter boven zeeniveau en ligt op 150 kilometer ten noorden van hoofdstad Tbilisi aan de historische Georgische Militaire Weg. De rivier Terek stroomt door Stepantsminda, die door de Darjalkloof naar Rusland voert. 

## Geschiedenis

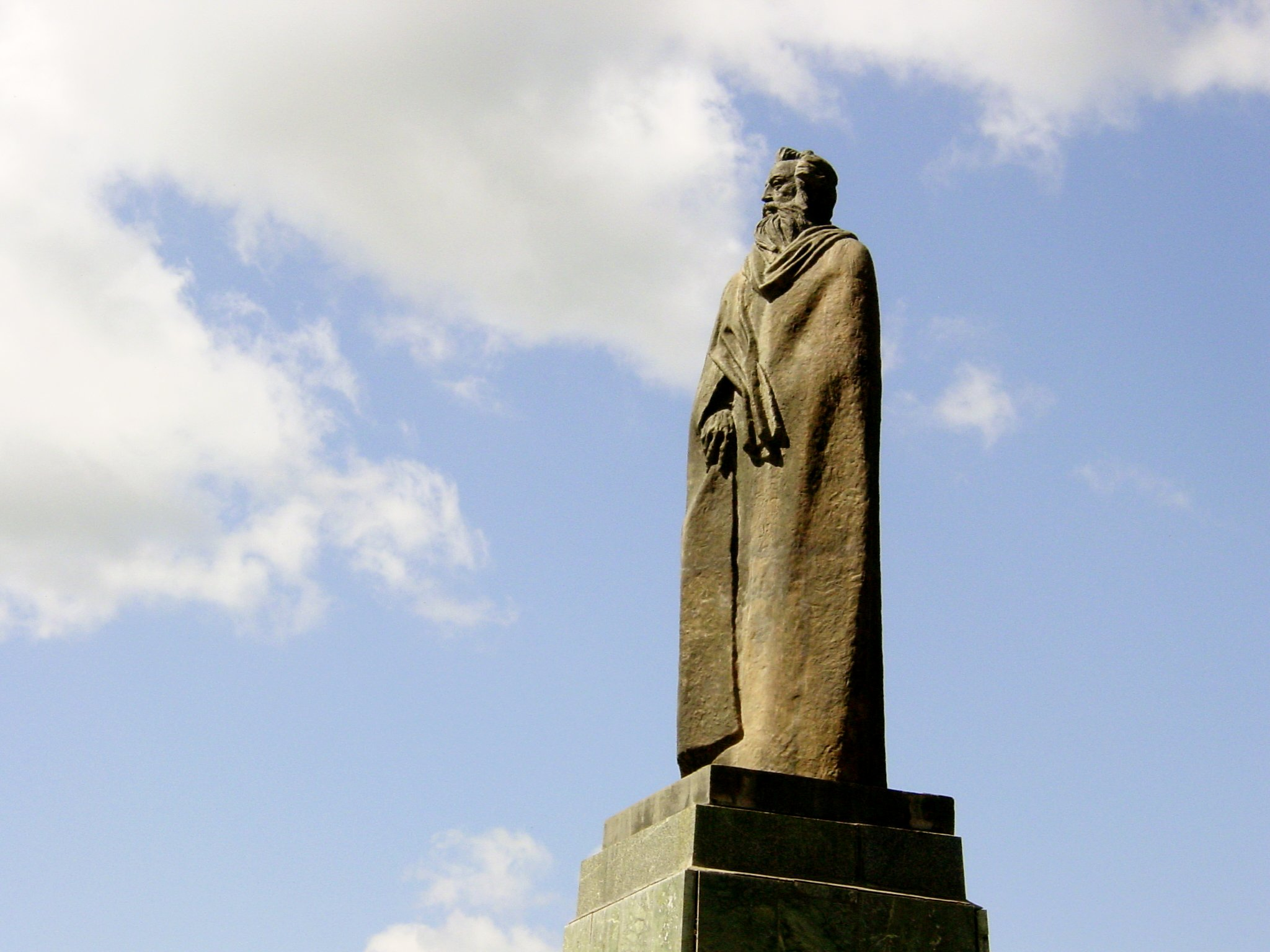
Aleksander Kazbegi

Het gebied werd al in de klassieke oudheid bewoond. In de 19e eeuw werden in Stepantsminda diverse archeologische vondsten gedaan, waaronder schatten uit ongeveer de 5e-6e eeuw v.Chr., die bestonden uit zilveren bekers, ijzeren kannen en armbanden en beeldjes van dieren en mensen. Stepantsminda viel gedurende de middeleeuwen tot 1801 onder het Georgische koninkrijk Kartli (en Kartli-Kachetië). Aan het einde van de 13e eeuw viel het Mongoolse leger de regio Chevi in Kartli aan om de opstandige koning David VIII (1293-1311) te straffen, maar stuitte het bij Stepantsminda op grote weerstand en keerde om.

### Kazbegi
Stepantsminda is de geboorteplaats van de bekende Georgische schrijver Aleksander Kazbegi (1848-1890), geboren in de elitaire Tsjofikasjvili familie. Zijn grootvader Gabriel Tsjofikasjvili had de familienaam Kazbegi geadopteerd in ere van zijn vader Kazibegi Tsjofikasjvili die de mouravi (constable) was van Stepantsminda onder koning Erekle II van Kartli-Kachetië en onder meer de tol inde op de handelsroute van en naar Rusland, de Georgische Militaire Weg. Gabriel werd na de dood van zijn vader door Erekle II verantwoordelijk gemaakt voor de veiligheid van de Darjalkloof en de weg naar Rusland en werd in de adelstand verheven.
Gabriel Kazbegi was loyaal aan de Russische annexatie in 1801 en steunde de Russische zijde tijdens de Georgische bergvolk opstanden van 1804 en de Kacheti-opstand in 1812. Het Sovjetgezag hernoemde in 1921 Stepantsminda in Kazbegi als dank voor de loyaliteit van Gabriel. Onofficieel was de naam Kazbegi al eerder in zwang geraakt, ook voor de berg Kazbek die voorheen Mkinvari of Mkinvartsveri genoemd werd. De Duitse historicus en etnograaf Julius Klaproth schreef in 1807-1808 al dat zowel de berg als de plaats door de Russen als Kazbeg werd aangeduid. De Russische publicist Ivan Golovin verklaarde de relatie van de naam Kazbeg met de Tsjofikasjvili familie als een afgeleide van de Perzische familienaam Kasibey, die in de Tsjofikasjvili stamboom voorkomt.

### 20e eeuw
In 1966 werd Kazbegi gepromoveerd naar een 'nederzetting met stedelijk karakter' (დაბა, daba), onder andere door de kuuroord ontwikkeling. In de Sovjetperiode werd een kabelbaan aangelegd naar het pelgrimsoord Drievuldigheidskerk van Gergeti, en kwam er een onverharde weg naar het klooster. De kabelbaan werd snel weer ontmanteld. Sinds 2018 is de weg naar Gergeti geheel geasfalteerd. In 2006 werd de naam Stepantsminda weer teruggegeven.

## Demografie
Per 1 januari 2024 had Stepantsminda 1.526 inwoners, een toename van 15% ten opzichte van volkstelling van 2014. Het daba bestond in 2014 geheel uit etnisch Georgiërs, met letterlijk slechts enkele Russen en Osseten.
| Aantal                                                                 | 1.142 | 1.381 | 1.180 | 1.991 | 1.914 | 1.957 | 1.783 | 1.326 | 1.428 | 1.526 |
| Verantwoording data: Bevolkingsstatistiek Georgië 1923, 1939 tot heden |       |       |       |       |       |       |       |       |       |       |

## Bezienswaardigheden

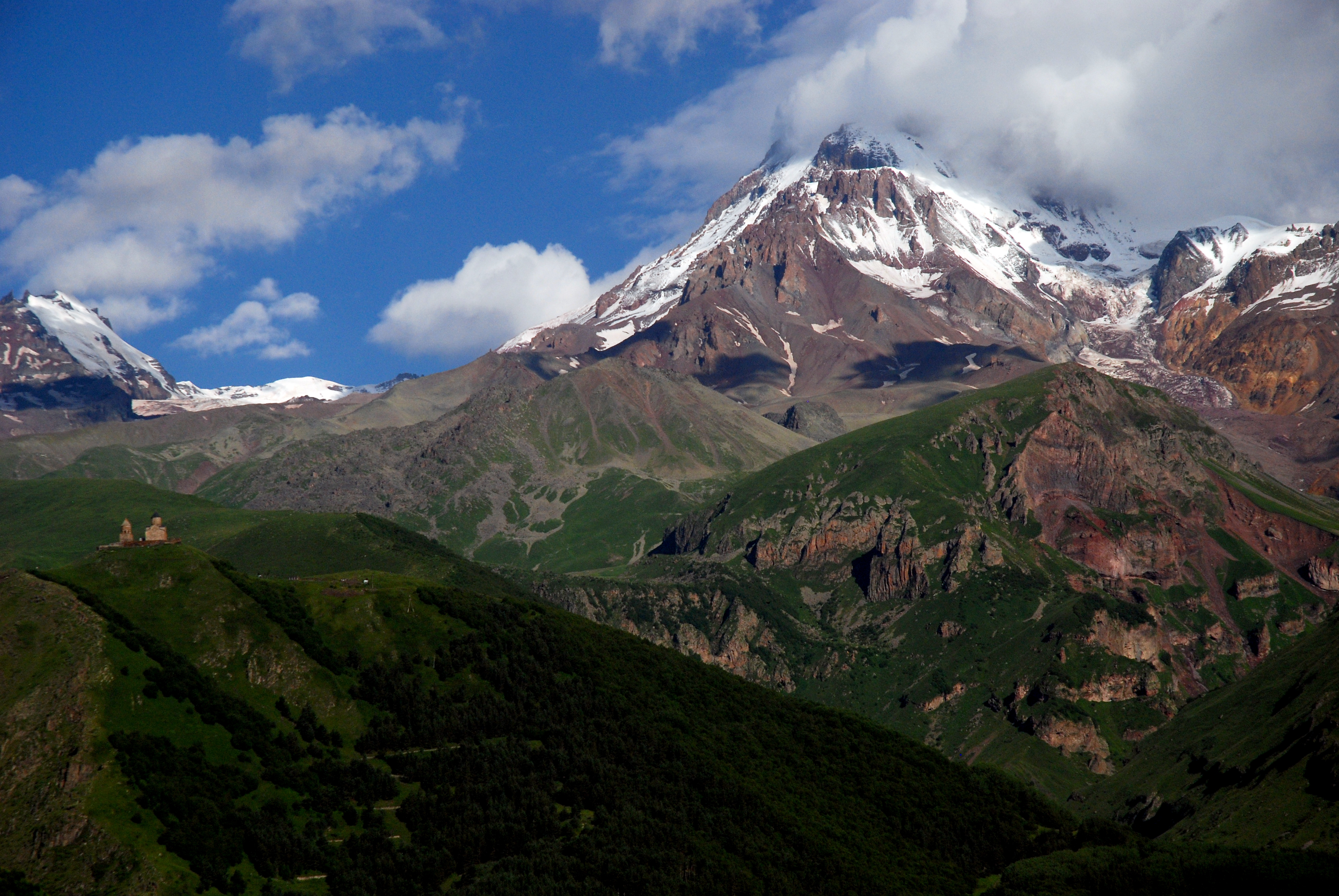
Drievuldigheidskerk van Gergeti (l) met Kazbek (r) gezien vanuit Stepantsminda

In het stadje zelf zijn enkele bezienswaardigheden te vinden, maar in de directe omgeving is meer te zien en doen.
- Drievuldigheidskerk van Gergeti uit de 14e eeuw. Deze kerk staat op een heuvel ongeveer 400 meter boven Stepantsminda, met de Kazbek op de achtergrond en is daarmee een van de meest kenmerkende bezienswaardigheden van het land.
- Gedenkteken en geboortehuis van de bekende Georgische schrijver Alexander Kazbegi (1848-1890, geboren als Tsjofikasjvili) dat is omgebouwd van huismuseum tot museum voor lokale geschiedenis. In dit museum zijn onder andere zijn manuscripten en bibliotheek te zien, maar ook een collectie van archeologische vondsten en documenten over de historische regio Chevi.[16]
- Dzjoetavallei. Vallei met verschillende wandelroutes, populair om natuurschoon, kleine nederzettingen en cultureel erfgoed.[17]
- Troesovallei. Bovenloop van de Terek, natuurschoon en verlaten historische nederzettingen met oude fortificaties.
- Darjalkloof. Kloof in de Terek tussen Stepantsminda en de Russische grens.

## Vervoer
Stepantsminda ligt aan de Georgische Militaire Weg (S3 / E117), de doorgaande weg Tbilisi - Vladikavkaz (Rusland). Richting de Russische grens komt deze weg door de Darjalkloof. Richting Tbilisi passeert men de waterscheiding van de Grote Kaukasus, de 2379 meter hoge Dzjvaripas bij wintersportplaats Goedaoeri. Bij Stepantsminda leidt de nationale route Sh146 omhoog naar de Drievuldigheidskerk van Gergeti. Ten zuiden van Stepantsminda bij Archoti gaat de nationale route Sh147 de Dzjoetavallei in, een wandelbestemming.

## Geboren
- Aleksander Kazbegi (1848-1890), schrijver.